# Кочковатое (Татарбунарский район)
Кочковатое (укр. Кочкувате) — село в Татарбунарском районе Одесской области Украины.

## Исторические данные
Хутор Будуры (ныне с. Кочковатое) основан в период с 1812 по 1815 гг. В 1855 году жители покинули хутор, в связи с переходом его под власть Румынии. 29 октября 1878 года хутор вновь был заселен. В 1906 году состоялось открытие церковно-приходской школы.
В 1945 г. Указом ПВС УССР село Будуры переименовано в Кочковатое.